# Acacius
Acacius, död 489, blev patriark av Konstantinopel år 471 då han efterträdde St. Gennadius I.
När han först framträder i historien är det som orphanotrophos, ansvarig för föräldralösa.
Acacius var känd för sitt ambitiösa deltagande i "Chalcedoniska kontroversen".
Han bannlystes 484 av påvenn Felix III för att tillsammans med kejsaren Zeno ha publicerat dokumentet Henotikon.